# آرام مانوچاریان
آرام مانوچاریان (ارمنی: Արամ Մանուչարյան؛ زادهٔ ۳ مهٔ ۱۸۹۳ - درگذشته ۱۹۳۷) یک سیاستمدار اهل ارمنستان بود که از تاریخ ۱۹۳۳ تا تاریخ ۱۹۳۷ سمت وزیر ارتباطات ارمنستان شوروی را برعهده داشت.

## زندگی‌نامه
وی در ۳ مه ۱۸۹۳ در ایغدیر به دنیا آمد  وی در ۱۹۳۷ در سن ۴۴ سالگی درگذشت.